# Batologie
Batologie (von griechisch βάτος bátos „Strauch“ und -logie) ist ein Teilgebiet der Botanik, und zwar die Wissenschaft von den Brombeeren und Himbeeren.
Die Brombeeren sind eine Sektion der Gattung Rubus innerhalb der Familie der Rosengewächse (Rosaceae). Bei den Brombeeren kommen die Suffixe -bátos oder -batus beispielsweise in den Namen der Untergattungen Eubatus, Anoplobatus, Chamaebatus und Idaeobatus vor.
Forschungsgebiete der Batologie sind u. a. die Taxonomie der Brom- und Himbeeren, die Bioindikation, DNA-Sequenzierung, Vorkommen sowie Wechselwirkungen der Brombeeren mit anderen Pflanzen.
Die wissenschaftliche Erforschung der Brom- und Himbeeren begann in der ersten Hälfte des 19. Jahrhunderts. Der deutsche Botaniker Carl Ernst August Weihe gilt als Begründer der Batologie und forschte in Nordrhein-Westfalen und Schlesien, nahm rund 160 Erstbeschreibungen neuer Pflanzenarten vor und war ein Spezialist für die Gattung Rubus. Sein Werk Rubi Germanici descripti et illustrati erschien 1827.
Der schwedische Botaniker Johan Petter Arrhenius veröffentlichte 1839 die Monografie Ruborum Sueciæ dispositio monographico-critica. Weitere bekannte Brombeerforscher waren Wilhelm Olbers Focke, Christian Gottfried Nees von Esenbeck, Heinrich Emanuel Grabowski, Manfred Ranft und Heinrich E. Weber u. v. a.